# 12 kwietnia
12 kwietnia jest 102. (w latach przestępnych 103.) dniem w kalendarzu gregoriańskim. Do końca roku pozostaje 263 dni.

## Święta
- Imieniny obchodzą: Andrzej, Damian, Józef, Juliusz, Konstanty, Konstantyn, Sabbas, Siemidrog, Teresa, Wiktor, Zenon i Zenona.
- Międzynarodowe:
  - Międzynarodowy Dzień Dzieci Ulicy
  - Międzynarodowy Dzień Załogowych Lotów Kosmicznych (ustanowione przez Zgromadzenie Ogólne ONZ w 2011 na pamiątkę pierwszego lotu Jurija Gagarina i pierwszego lotu wahadłowca kosmicznego Columbia w 1981)
- Ukraina – Dzień Pracowników Przemysłu Kosmicznego Ukrainy
- Polska – Dzień Czekolady
- Stany Zjednoczone, Polska, Rosja – Noc Jurija
- Wspomnienia i święta w Kościele katolickim[1][2] obchodzą:
  - św. Damian z Pawii (biskup)
  - św. Józef Moscati (lekarz) (od reformy głównie 16 listopada)
  - św. Juliusz I (papież)
  - św. Saba Got (męczennik)
  - św. Teresa od Jezusa z Andów (dziewica i zakonnica)
  - św. Zenon z Werony (biskup)

## Wydarzenia w Polsce
- 1627 – V wojna polsko-szwedzka: rozpoczęła się bitwa pod Czarnem.
- 1656 – Potop szwedzki: wojska hetmana wielkiego litewskiego Pawła Jana Sapiehy odbiły Lublin.
- 1657 – Potop szwedzki: pod Ćmielowem doszło do połączenia armii siedmiogrodzkiej Jerzego II Rakoczego i szwedzkiej Karola X Gustawa.
- 1709 – III wojna północna: w bitwie pod Lachowcami hetman wielki litewski Kazimierz Jan Sapieha pokonał hetmana polnego litewskiego Grzegorza Ogińskiego, sprzyjającego carowi Piotrowi I Wielkiemu.
- 1723 – Szczytno uzyskało prawa miejskie.
- 1850 – Rozpoczęto budowę Twierdzy Kraków.
- 1903 – W Poznaniu otwarto pierwszy park publiczny, nazwany najpierw Ogrodem Botanicznym, a potem Parkiem Wilsona.
- 1919 – W Łucku rozpoczął się zjazd ziemian, podczas którego powstał Związek Ziemian Wołynia. Zajęto się sprawą polskiego stanu posiadania na Rusi.
- 1926 – Józef Konstanty Karśnicki został przewodniczącym ZHP.
- 1944:
  - Oddziały UPA i SKW dokonały masakry ponad 100 Polaków we wsiach Hucisko i Miedziaki w powiecie bóbreckim w byłym województwie lwowskim.
  - W obozie pracy przymusowej w Pustkowie na Podkarpaciu Niemcy rozstrzelali 60 Polaków, przywiezionych do prac na poligonie z więzienia na rzeszowskim zamku.
- 1945:
  - W nocy z 12 na 13 kwietnia grupa operacyjna powiatowego UB w Siedlcach zamordowała 16 młodych osób, podejrzanych o działalność w AK i NSZ.
  - W Rakowej na Podkarpaciu oddział UPA zamordował 13 Polaków i 3 Ukraińców.
- 1963 – Premiera filmu Godzina pąsowej róży w reżyserii Haliny Bielińskiej.
- 1982:
  - Premiera filmu Znachor w reżyserii Jerzego Hoffmana.
  - W Warszawie rozpoczęło nadawanie podziemne Radio Solidarność.
- 1991:
  - Podpisano akt założycielski warszawskiej Giełdy Papierów Wartościowych.
  - Premiera filmu Pogrzeb kartofla w reżyserii Jana Jakuba Kolskiego.
- 2001:
  - Sejm RP uchwalił nową ordynację wyborczą do Sejmu i Senatu.
  - W Warszawie został zastrzelony były minister sportu Jacek Dębski.
- 2023 – Komisja Standaryzacji Nazw Geograficznych poza Granicami Rzeczypospolitej Polskiej podjęła uchwałę zalecającą stosowanie polskiej nazwy Królewiec dla rosyjskiego miasta Kaliningrad i nazwy obwód królewiecki dla obwodu kaliningradzkiego.

## Wydarzenia na świecie

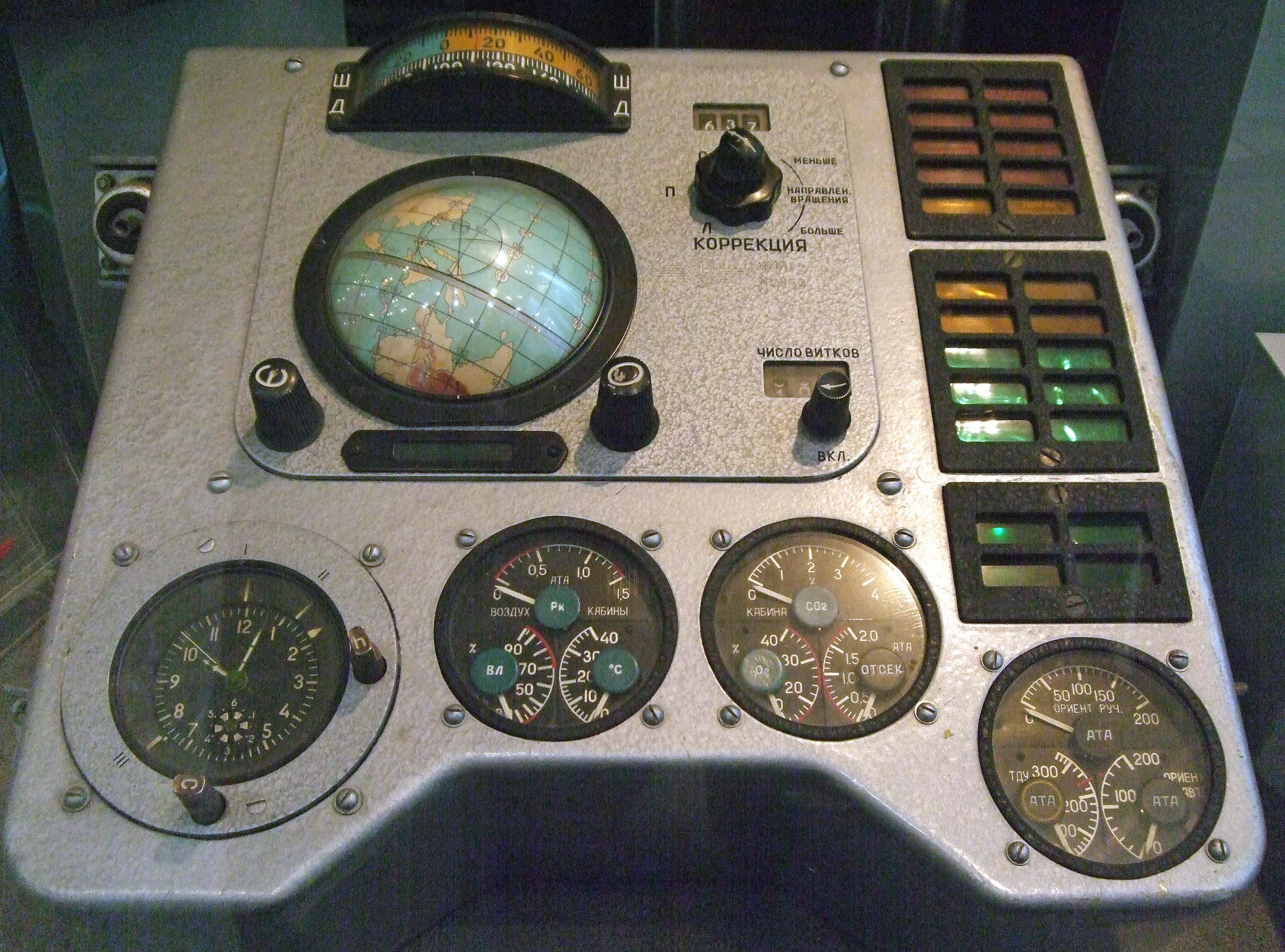
Panel sterowania Wostoka 1

- 238 – Współcesarz rzymski Gordian II poległ broniąc Kartaginy przed legionami pod wodzą Capellianusa. Współrządzący z nim ojciec Gordian I popełnił po śmierci syna samobójstwo.
- 467 – Antemiusz został cesarzem zachodniorzymskim.
- 769 – Papież Stefan III zwołał synod na Lateranie, który ustanowił nowy dekret dotyczący wyboru papieży.
- 1111 – W Ponte Mammolo został zawarty układ między papieżem Paschalisem II a Henrykiem V Salickim, na mocy którego w zamian za uznanie przez papieża prawa do inwestytury Henryk uwolnił go i kardynałów z niewoli oraz zmusił do abdykacji antypapieża Sylwestra IV. Następnego dnia Paschalis II koronował Henryka V na cesarza rzymskiego.
- 1204 – IV krucjata zdobyła i złupiła Konstantynopol.
- 1385 – Podwójne wesele w Cambrai: 20-letni Wilhelm II Bawarski ożenił się z 10-letnią Małgorzatą Burgundzką, córką księcia Burgundii Filipa II Śmiałego, a 13-letni Jan bez Trwogi, brat Małgorzaty Burgundzkiej, z 22-letnią Małgorzatą Bawarską, siostrą Wilhelma II.
- 1557 – Założono miasto Cuenca w Ekwadorze.
- 1606 – Union Jack został ustanowiony wspólną flagą połączonych unią personalną Anglii i Szkocji.
- 1633 – Rozpoczął się proces Galileusza, oskarżonego przez inkwizycję rzymską o herezję.
- 1638 – Powstanie na półwyspie Shimabara w Japonii: rozpoczął się decydujący szturm na ostatni punkt oporu powstańców w zamku Hara, który upadł 15 kwietnia.
- 1655 – Zwodowano angielski okręt liniowy HMS „Royal Charles”.
- 1665 – Zmarła pierwsza ofiara wielkiej zarazy w Londynie.
- 1671 – Filip Benicjusz, Franciszek Borgiasz, Kajetan z Thieny, Ludwik Bertrand i Róża z Limy zostali kanonizowani przez papieża Klemensa X.
- 1688 – Spłonęła doszczętnie zabudowa miasta Frydek na Śląsku Cieszyńskim (obecnie część miasta Frydek-Mistek).
- 1709 – Ukazało się pierwsze wydanie brytyjskiego czasopisma „The Tatler”.
- 1718 – Car Rosji Piotr I Wielki założył w Petersburgu pierwszy na świecie klub żeglarski.
- 1769 – James Cook odkrył Wyspy Pod Wiatrem na Pacyfiku.
- 1776 – Przyjęto Deklarację z Halifax w której domagano się wolności i niezależności Karoliny Północnej od Wielkiej Brytanii.
- 1782 – Nierozstrzygnięta brytyjsko-francuska morska bitwa pod Providien u wybrzeży Cejlonu.
- 1794 – W Paryżu został zgilotynowany konstytucyjny arcybiskup miasta Jean-Baptiste Gobel.
- 1796 – Zwycięstwo Francuzów nad sprzymierzonymi wojskami austriacko-piemoncko-sardyńskimi w bitwie pod Montenotte w ramach kampanii włoskiej Napoleona Bonaparte.
- 1798 – Na zjeździe w Aarau 121 deputowanych z 10 kantonów przyjęło uchwałę o rozwiązaniu Starej Konfederacji Szwajcarskiej i utworzeniu w jej miejsce Republiki Helweckiej.
- 1802 – Rosyjski generał Bohdan Knorring, pod groźbą użycia broni, zmusił gruzińską arystokrację i duchownych zebranych w katedrze Sioni w Tbilisi do złożenia przysięgi na wierność carowi.
- 1807 – W Forcie Ricasoli na znajdującej się wówczas pod brytyjskim protektoratem Malcie stłumiono po 8 dniach bunt żołnierzy.
- 1809 – Wojny napoleońskie: zwycięstwo floty brytyjskiej nad francuską w bitwie pod Basque Roads.
- 1834 – W szwajcarskim Bernie została założona międzynarodowa organizacja rewolucyjna „Młoda Europa“.
- 1849 – Włoski astronom Annibale de Gasparis odkrył planetoidę (10) Hygiea.
- 1850 – Po zlikwidowaniu przez wojska francuskie Republiki Rzymskiej powrócił do miasta papież Pius IX.
- 1859 – W kopalni koło Dogtown (dziś Magalia) w Kalifornii znaleziono największy wówczas samorodek złota o masie 20 kg.
- 1861 – Rozpoczęła się bitwa o Fort Sumter w Karolinie Południowej, pierwsze starcie wojny secesyjnej.
- 1862 – Wojna secesyjna: w Georgii miał miejsce udany pościg Konfederatów za lokomotywą uprowadzoną przez dywersantów Unii.
- 1864 – Wojna secesyjna: zwycięstwo Konfederatów w bitwie pod Fort Pillow w Tennessee.
- 1865 – Wojna secesyjna: wojska Unii zdobyły port i miasto Mobile w Alabamie.
- 1870 – W Cesarstwie Austriackim utworzono rząd Alfreda Potockiego.
- 1874 – Austro-węgierska wyprawa polarna odkryła przylądek Fligely na Wyspie Rudolfa w archipelagu Ziemia Franciszka Józefa, najdalej na północ wysunięty punkt Europy i całej Eurazji.
- 1877:
  - Wielka Brytania zaanektowała Transwal.
  - W mieście Villarrica zginął w zamachu prezydent Paragwaju Juan Bautista Gill. P.o. prezydenta został wiceprezydent Higinio Uriarte.
- 1896 – Założono niemiecki klub piłkarski Hannover 96.
- 1912 – Założono narodową organizację skautową na Ukrainie „Płast”.
- 1918 – Niemcy bałtyccy utworzyli samozwańcze Zjednoczone Księstwo Bałtyckie.
- 1921 – Premiera niemieckiego filmu niemego Dzika kotka w reżyserii Ernsta Lubitscha.
- 1925 – Założono klub piłkarski Club Bolívar.
- 1927:
  - Po wyrażeniu rządowi wotum nieufności przez większość sejmową litewski dyktator Antanas Smetona rozwiązał parlament, który nie zebrał się aż do 1936 roku.
  - Przewodniczący Kuomintangu Czang Kaj-szek zerwał współpracę z Komunistyczną Partią Chin, co doprowadzło do wybuchu wojny domowej.
- 1929 – W stoczni we francuskim Hawrze zwodowano okręt podwodny ORP „Wilk”.
- 1931 – Założono islandzki klub sportowy Knattspyrnufélagið Haukar.
- 1932 – Premiera melodramatu Ludzie w hotelu w reżyserii Edmunda Gouldinga.
- 1934 – Na Górze Waszyngtona w amerykańskim stanie New Hampshire zmierzono największą prędkość wiatru (w porywie) – 103 m/s (370,8 km/h).
- 1939:
  - Alberto Rey de Castro został po raz drugi premierem Peru.
  - Parlament albański przegłosował pod naciskiem włoskich wojsk okupacyjnych detronizację Zoga I i zjednoczenie kraju z Włochami, oferując koronę królowi Wiktorowi Emanuelowi III.
- 1941 – Kampania bałkańska: wojska niemieckie wkroczyły do Belgradu.
- 1944 – Wojna na Pacyfiku: na wschód od atolu Truk japoński okręt podwodny I-74 został zatopiony wraz z całą, 107-osobową załogą przez amerykański bombowiec B-24 Liberator.
- 1945:
  - Bitwa o Atlantyk: niemiecki okręt podwodny U-486 został zatopiony wraz z całą, 48-osobową załogą na Morzu Północnym przez brytyjski okręt tej samej klasy HMS „Tapir”(inne języki).
  - Front wschodni: Erfurt został zniszczony w wyniku alianckiego nalotu dywanowego.
  - W trakcie sprawowania urzędu zmarł prezydent USA Franklin Delano Roosevelt. Nowym prezydentem został dotychczasowy wiceprezydent Harry Truman.
- 1947 – W opactwie Tre Fontane w Rzymie 33-letni tramwajarz Bruno Cornacchiola i troje jego dzieci byli świadkami objawienia maryjnego, które nie zostało uznane przez Kościół katolicki.
- 1948 – Zwycięstwo rebeliantów nad wojskami prokomunistycznego rządu w bitwie pod El Tejar-Cartago w Kostaryce.
- 1950 – Sa’id al-Mufti został premierem Jordanii.
- 1953:
  - Założono klub piłkarski Dynamo Drezno.
  - Zlikwidowano komunikację tramwajową w indyjskim Madrasie (obecnie Ćennaj).
- 1954:
  - Bill Haley wraz z grupą The Comets nagrał piosenkę Rock Around the Clock, uznaną za pierwszy utwór rockandrollowy.
  - Mustafa Ben Halim został premierem Libii.
- 1957 – Grupa 18 niemieckich naukowców (znana jako Göttinger 18) wydała manifest przeciwstawiający się planom uzbrojenia Bundeswehry w broń atomową.
- 1959 – Joachima De Vedruna i Karol z Sezze zostali kanonizowani przez papieża Jan XXIII.
- 1960 – W San Francisco otwarto wielofunkcyjny stadion Candlestick Park.
- 1961:
  - Jurij Gagarin odbył na statku Wostok 1 pierwszy w historii lot w przestrzeni kosmicznej, dokonując jednokrotnego okrążenia Ziemi w ciągu 1 godziny i 48 minut.
  - Kasai Południowe w Afryce zostało ogłoszone królestwem.
- 1962 – Premiera amerykańskiego thrillera Przylądek strachu w reżyserii J. Lee Thompsona.
- 1964 – Został wystrzelony radziecki satelita technologiczny Polot 2.
- 1967 – Został na rynek wprowadzony haloperidol – lek przeciwpsychotyczny
- 1970 – Na Zatoce Biskajskiej zatonął w czasie holowania uszkodzony radziecki atomowy okręt podwodny K-8, w wyniku czego zginęło 52 członków załogi.
- 1971 – Rozpoczęto budowę pierwszej linii seulskiego metra.
- 1973 – Należący do NASA samolot pasażerski Convair 990 Galileo zderzył się nad Sunnyvale w Kalifornii z morskim samolotem rozpoznawczym Lockheed P-3 Orion. W katastrofie zginęło łącznie 17 osób.
- 1975 – Z opanowanej przez Czerwonych Khmerów stolicy Kambodży Phnom Penh Amerykanie ewakuowali 276 pracowników swojej ambasady.
- 1978 – Uchwalono nową konstytucję Rosyjskiej FSRR.
- 1979 – Premiera australijskiego filmu science fiction Mad Max w reżyserii George’a Millera.
- 1980:
  - 55 osób zginęło w katastrofie Boeinga 727 linii Transbrasil w brazylijskim Florianópolis.
  - Chory na raka Terry Fox rozpoczął charytatywny bieg w poprzek Kanady.
  - W wojskowym zamachu stanu został obalony i zamordowany prezydent Liberii William Richard Tolbert Jr., a jego miejsce zajął sierż. Samuel Doe.
- 1981 – Rozpoczęła się pierwsza misja pierwszego wahadłowca kosmicznego Columbia.
- 1985:
  - 18 osób zginęło, a 83 osoby zostały ranne w zamachu bombowym dokonanym przez Hezbollah na restaurację niedaleko używanego przez Amerykanów lotniska wojskowego Torrejón de Ardoz pod Madrytem.
  - Rozpoczęła się misja STS-51-D wahadłowca Discovery.
- 1987 – Premiera filmu wojennego Ucieczka z Sobiboru w reżyserii Jacka Golda.
- 1990 – Lothar de Maizière z CDU został ostatnim premierem NRD.
- 1992:
  - Otwarto podparyski Disneyland.
  - W swym pierwszym oficjalnym meczu reprezentacja Rosji w hokeju na lodzie mężczyzn zremisowała w meczu towarzyskim w Moskwie ze Szwecją 2:2.
- 1993 – Wojna w Bośni: lotnictwo NATO rozpoczęło patrolowanie strefy zakazu lotów nad Bośnią.
- 1995 – W nocy grupa zamaskowanych mężczyzn pobiła deputowanych do Rady Najwyższej Republiki Białorusi z frakcji „Renesans”, którzy oskarżyli prezydenta Aleksandra Łukaszenkę o naruszenie konstytucji, ogłosili strajk głodowy i przebywali w sali owalnej Domu Rządowego w Mińsku.
- 1996 – Premiera filmu Zostawić Las Vegas w reżyserii Mike’a Figgisa
- 1997 – Papież Jan Paweł II rozpoczął podróż apostolską do Bośni i Hercegowiny.
- 2000 – Włoski seryjny morderca Donato Bilancia został skazany przez sąd w Genui na karę dożywotniego pozbawienia wolności.
- 2002 – 7 osób zginęło, a 104 zostały ranne w palestyńskim samobójczym zamachu bombowym na bazarze Mahane Jehuda w Jerozolimie.
- 2003 – Węgrzy opowiedzieli się w referendum za wstąpieniem kraju do Unii Europejskiej.
- 2004 – Alfred Maseng został wybrany w głosowaniu elektorów na urząd prezydenta Vanuatu.
- 2005 – Andrus Ansip został premierem Estonii.
- 2006 – Podczas napadu rabunkowego dokonanego przez dwóch nieletnich obywateli polskich narodowości romskiej na dworcu Bruxelles Central zginął 17-letni Joe van Holsbeeck.
- 2007 – W samobójczym zamachu bombowym na budynek parlamentu irackiego zginęło 8 osób, a 23 zostały ranne.
- 2008:
  - Otwarto Operę w Oslo.
  - W Szirazie na południu Iranu w wyniku wybuchu bomby w meczecie Szohada zginęło 14 osób, a 202 zostały ranne.
- 2009 – Snajperzy z US Navy zastrzelili 3 spośród 4 somalijskich piratów, przetrzymujących od 4 dni kapitana uprowadzonego statku „Maersk Alabama”.
- 2010 – 9 osób zginęło, a 30 zostało rannych w katastrofie pociągu w pobliżu Merano w północnych Włoszech.
- 2012:
  - W Gwinei Bissau doszło do wojskowego zamachu stanu przed planowaną II turą wyborów prezydenckich.
  - Zamach stanu w Mali: p.o. prezydenta został przewodniczący Zgromadzenia Narodowego Dioncounda Traoré.
- 2014:
  - Odbył się chrzest amerykańskiego prototypowego niszczyciela USS „Zumwalt”.
  - Powstanie maoistowskie w Indiach: 14 osób zginęło w wyniku wybuchu dwóch bomb przydrożnych podłożonych przez rebeliantów w mieście Bastar w stanie Chhattisgarh.
- 2019 – W samobójczym zamachu bombowym na targowisku w mieście Kweta w zachodnim Pakistanie zginęły 22 osoby, a ok. 50 zostało rannych.
- 2024 – Hezbollah dokonał ataku na Izrael przy użyciu rakiet i dronów.

## Urodzili się
- 1069 – Mieszko Bolesławowic, książę krakowski (zm. ok. 1089)
- 1432 – Anna Habsburżanka, landgrafowa Turyngii (zm. 1462)
- 1481 – Hieronymus Schurff, niemiecki prawnik, wykładowca akademicki (zm. 1554)
- 1483 – Antonio da Sangallo (młodszy), włoski architekt (zm. 1546)
- 1500 – Joachim Camerarius Starszy, niemiecki humanista, uczony (zm. 1574)
- 1504 – Alessandro Campeggio, włoski duchowny katolicki, biskup Bolonii, kardynał (zm. 1554)
- 1539 – Inca Garcilaso de la Vega, peruwiański historyk, tłumacz (zm. 1616)
- 1550 – Edward de Vere, angielski arystokrata, poeta (zm. 1604)
- 1557 – Grzegorz Łoboda, hetman kozacki (zm. 1596)
- 1573 – Krystyna, księżniczka holsztyńska, królowa Szwecji (zm. 1625)
- 1577 – Chrystian IV Oldenburg, król Danii i Norwegii (zm. 1648)
- 1621:
  - Jerzy Bock, polski duchowny protestancki, pisarz religijny, poeta, tłumacz (zm. 1690)
  - Francesco Maidalchini, włoski kardynał (zm. 1700)
- 1640 – Manuel de Sequeira Coutinho, portugalski dyplomata (zm. 1722)
- 1646 – Pietro Dandini, włoski malarz (zm. 1712)
- 1647 – Gregorio De Ferrari, włoski malarz (zm. 1726)
- 1651 – Jerzy Bogusław Fredro, polski szlachcic, wojskowy, polityk (zm. 1743)
- 1670 – Gustaw Samuel Wittelsbach, książę Palatynatu-Zweibrücken-Kleeberg (zm. 1731)
- 1679 – Abraham Bedros I Ardziwian, ormiański duchowny katolicki, patriarcha Kościoła katolickiego obrządku ormiańskiego (zm. 1749)
- 1710:
  - Caffarelli, włoski śpiewak (kastrat) (zm. 1783)
  - Eleonora Czartoryska, polska księżna (zm. 1798)
- 1713 – Guillaume Raynal, francuski historyk, filozof, pisarz (zm. 1796)
- 1716 – Felice Giardini, włoski kompozytor, skrzypek (zm. 1796)
- 1722 – Pietro Nardini, włoski kompozytor, skrzypek (zm. 1793)
- 1724 – Lyman Hall, amerykański kaznodzieja, lekarz, polityk (zm. 1790)
- 1728 – William Smith, amerykański kupiec, polityk (zm. 1814)
- 1748 – Antoine-Laurent de Jussieu, francuski botanik (zm. 1836)
- 1757 – Philip Barton Key, amerykański polityk (zm. 1815)
- 1760 – Jean-François Thomas de Thomon, szwajcarski architekt (zm. 1813)
- 1768 – Christopher Grant Champlin, amerykański kupiec, polityk, senator (zm. 1840)
- 1773 – Thomas Thomson, szkocki chemik (zm. 1852)
- 1777 – Henry Clay, amerykański polityk, senator (zm. 1852)
- 1780 – Ignacy A. Juliusz Dziewanowski, polski działacz niepodległościowy (zm. 1854)
- 1792 – John Lambton, brytyjski arystokrata, polityk. administrator kolonialny (zm. 1840)
- 1795:
  - Adalbert Lidmansky, austriacki duchowny katolicki, biskup Gurk (zm. 1858)
  - Francis Swaine Muhlenberg, amerykański polityk (zm. 1831)
- 1799 – Henri Druey, szwajcarski polityk, prezydent Szwajcarii (zm. 1855)
- 1801 – Joseph Lanner, austriacki kompozytor (zm. 1843)
- 1802 – Franciszek Libermann, francuski duchowny katolicki, Sługa Boży pochodzenia żydowskiego (zm. 1852)
- 1803 – Charles Duveyrier, francuski dramaturg, adwokat, rewolucjonista (zm. 1866)
- 1805 – Walerian Breański, polski duchowny katolicki, uczestnik powstania listopadowego, działacz patriotyczny i emigracyjny (zm. 1866)
- 1806:
  - Zenon Brzozowski, polski ziemianin, mecenas sztuki, polityk (zm. 1887)
  - Julian Zawodziński, polski malarz, rysownik, dagerotypista, pedagog, działacz kulturalny (zm. 1890)
- 1807 – Parley P. Pratt, amerykański duchowny mormoński, poeta, polityk (zm. 1857)
- 1808 – Jan Karol Freyer, polski lekarz, uczestnik powstania listopadowego (zm. 1867)
- 1812:
  - Łazarz Budagow, ormiański turkolog (zm. 1878)
  - Girolamo d’Andrea, włoski kardynał (zm. 1868)
  - Józef Konstanty Ramotowski, polski podporucznik, powstaniec, działacz emigracyjny (zm. 1888)
  - Albin Belina Węsierski, polski ziemianin, uczestnik powstania listopadowego (zm. 1875)
- 1813 – Maria Orleańska, księżna wirtemberska (zm. 1839)
- 1814 – Franz von Wertheim, austriacki przedsiębiorca, polityk (zm. 1883)
- 1815 – Henry Hugh Pierson, brytyjski kompozytor (zm. 1873)
- 1821:
  - Carl Bergmann, amerykański dyrygent, wiolonczelista pochodzenia niemieckiego (zm. 1876)
  - Frederick Seymour, brytyjski arystokrata, admirał (zm. 1895)
  - Adonijah Welch, amerykański pedagog, prawnik, psycholog, socjolog, polityk, senator (zm. 1889)
- 1823 – Aleksandr Ostrowski, rosyjski dramaturg (zm. 1886)
- 1826 – Iwan Lichaczow, rosyjski wiceadmirał, dyplomata, uczony, poliglota (zm. 1907)
- 1829 – Richard Lucae, niemiecki architekt (zm. 1877)
- 1831 – Constantin Meunier, belgijski rzeźbiarz, malarz (zm. 1905)
- 1833 – Mieczysław Romanowski, polski poeta, uczestnik powstania styczniowego (zm. 1863)
- 1837 – Władysław Zajączkowski, polski matematyk, wykładowca akademicki (zm. 1898)
- 1839 – Nikołaj Przewalski, rosyjski generał, geograf (zm. 1888)
- 1840 – Ferdinand Roybet, francuski malarz, grawer (zm. 1920)
- 1844 – Balthasar Kaltner, austriacki duchowny katolicki, biskup Gurk, arcybiskup Salzburga (zm. 1918)
- 1849:
  - Jan Czubek, polski bibliotekoznawca, historyk literatury, filolog klasyczny, poeta, tłumacz (zm. 1932)
  - Anton Stuxberg, szwedzki przyrodnik, odkrywca (zm. 1902)
- 1850 – Nikołaj Golicyn, rosyjski polityk, ostatni premier Imperium Rosyjskiego (zm. 1925)
- 1851 – Edward Maunder, brytyjski astronom (zm. 1928)
- 1852 – Ferdinand Lindemann, niemiecki matematyk (zm. 1939)
- 1853 – Stanisław Ptaszycki, polski historyk (zm. 1933)
- 1866 – Konstantyn Carbonell Sempere, hiszpański jezuita, męczennik, błogosławiony (zm. 1936)
- 1870 – Josef Pekař, czeski historyk, wykładowca akademicki (zm. 1937)
- 1871:
  - August Endell, niemiecki architekt, projektant (zm. 1925)
  - Joanis Metaksas, grecki generał, polityk, premier Grecji, dyktator (zm. 1941)
- 1872:
  - Nikoła Muszanow, bułgarski prawnik, polityk, premier Bułgarii (zm. 1951)
  - Tadeusz Reger, polski działacz socjalistyczny (zm. 1938)
  - Georges Urbain, francuski chemik (zm. 1938)
- 1873 – Herbert Nicol, brytyjski rugbysta (zm. 1950)
- 1874 – Stefan Przanowski, polski inżynier mechanik, przemysłowiec, działacz gospodarczy, polityk (zm. 1938)
- 1875 – Stanisław Adamski, polski duchowny katolicki, biskup katowicki (zm. 1967)
- 1878 – Nikołaj Piksanow, rosyjski historyk literatury, tekstolog (zm. 1969)
- 1879 – Konstanty Michalski, polski duchowny katolicki, filozof, historyk filozofii (zm. 1947)
- 1881:
  - Franciszek Charwat, polski dyplomata (zm. 1943)
  - Rudolf Ramek, austriacki prawnik, polityk, kanclerz Austrii (zm. 1941)
- 1882:
  - Kazimierz Białaszewicz, polski biolog (zm. 1943)
  - Bert Hadley, amerykański aktor (zm. 1968)
- 1883 – Imogen Cunningham, amerykańska fotograficzka (zm. 1976)
- 1884:
  - Bernhard Laum, niemiecki historyk, archeolog (zm. 1974)
  - Otto Meyerhof, niemiecki biochemik, laureat Nagrody Nobla (zm. 1951)
- 1885:
  - Robert Delaunay, francuski malarz (zm. 1941)
  - Hermann Hoth, niemiecki dowódca wojskowy, zbrodniarz wojenny (zm. 1971)
- 1888:
  - Carlos Arosemena, ekwadorski bankowiec, polityk, tymczasowy prezydent Ekwadoru (zm. 1952)
  - Kaarlo Koskelo, fiński zapaśnik (zm. 1953)
- 1889:
  - Stefania Feill, polska malarka (zm. 1958)
  - Tadeusz Styka, polski malarz portrecista (zm. 1954)
- 1891 – Jack Foley, amerykański filmowiec (zm. 1967)
- 1892:
  - Henry Darger, amerykański malarz, pisarz (zm. 1973)
  - Johnny Dodds, amerykański muzyk jazzowy (zm. 1940)
  - Gieorgij Grebner, radziecki scenarzysta filmowy (zm. 1954)
- 1893:
  - Mike Gold, amerykański pisarz pochodzenia żydowskiego (zm. 1967)
  - Henry Oberholzer, brytyjski gimnastyk (zm. 1953)
- 1894:
  - Francisco Craveiro Lopes, portugalski marszałek lotnictwa, polityk, prezydent Portugalii (zm. 1964)
  - Stefan Mrożewski, polski malarz, grafik (zm. 1975)
- 1895:
  - Michał Gabriel Karski, polski poeta, tłumacz (zm. 1978)
  - Giovanni Panico, włoski kardynał, nuncjusz apostolski (zm. 1962)
  - Walter Stennes, niemiecki funkcjonariusz nazistowski (zm. 1989)
- 1896:
  - Jan Jerzy Karpiński, polski przyrodnik, entomolog, wykładowca akademicki, pisarz, fotograf (zm. 1965)
  - Adhemar Pimenta, brazylijski trener piłkarski (zm. 1970)
  - Natalia Milan, polska rzeźbiarka (zm. 1942)
- 1897:
  - Matylda Ogórkówna, polska pielęgniarka, restauratorka, członkini POW, uczestniczka powstań śląskich (zm. 1940)
  - Harold Throckmorton, amerykański tenisista (zm. 1958)
- 1898 – Lily Pons, francusko-amerykańska śpiewaczka operowa (sopran) (zm. 1976)
- 1900:
  - Erika Giovanna Klien, austriacka malarka (zm. 1957)
  - Joe Lapchick, amerykański koszykarz, trener pochodzenia czeskiego (zm. 1970)
  - Leon Mroczkiewicz, polski profesor leśnictwa (zm. 1971)
- 1901:
  - Ørnulv Ødegård, norweski psychiatra (zm. 1986)
  - Lowell Stockman, amerykański polityk (zm. 1962)
- 1902:
  - Joe Abbott, brytyjski żużlowiec (zm. 1950)
  - Krystyna Grzybowska, polska autorka literatury dziecięcej i młodzieżowej (zm. 1963)
  - Rudolf Marcinowski, polski kapitan obserwator (zm. 1938)
- 1903:
  - Jan Tinbergen, holenderski ekonomista, ekonometryk (zm. 1994)
  - Toma Tudoran, rumuński jeździec sportowy (zm. 1975)
- 1904:
  - Władimir Czestnokow, rosyjski aktor (zm. 1968)
  - Otomārs Oškalns, łotewski polityk komunistyczny, partyzant (zm. 1947)
- 1905:
  - Bohdan Korzeniewski, polski reżyser, krytyk i historyk teatralny, pedagog, tłumacz (zm. 1992)
  - Alina Żeliska, polska aktorka (zm. 1994)
- 1906:
  - Henryk Giełdzik, polski inżynier okrętowy (zm. 1981)
  - Feliks Rączkowski, polski organista, kompozytor (zm. 1989)
- 1907 – Eugène Chaboud, francuski kierowca wyścigowy (zm. 1983)
- 1908:
  - Juliusz Glatty, polski scenograf, reżyser, aktor, rzeźbiarz, marionetkarz (zm. 1984)
  - Carlos Lleras Restrepo, kolumbijski polityk, prezydent Kolumbii (zm. 1994)
  - Wojciech Niederliński, polski działacz harcerski i turystyczny na Górnym Śląsku (zm. 1999)
- 1909 – Franz Kapus, szwajcarski bobsleista (zm. 1981)
- 1910 – Stanisław Jakiel, polski duchowny katolicki, biskup pomocniczy przemyski (zm. 1983)
- 1911:
  - Herbert Buhtz, niemiecki wioślarz (zm. 2006)
  - Ryszard Koncewicz, polski piłkarz, trener (zm. 2001)
- 1912 – Gjyzepina Kosturi, albańska śpiewaczka operowa (sopran) (zm. 1985)
- 1914:
  - Armen Alchian, amerykański ekonomista (zm. 2013)
  - Jan van Cauwelaert, belgijski duchowny katolicki, misjonarz, biskup Inongo (zm. 2016)
  - František Mrázik, słowacki taternik, przewodnik tatrzański, narciarz, ratownik górski (zm. 2001)
- 1915:
  - Hound Dog Taylor, amerykański gitarzysta i wokalista bluesowy (zm. 1975)
  - Stanisław Sierawski, polski pułkownik, żołnierz AK, uczestnik powstania warszawskiego (zm. 2022)
  - Lujo Tončić-Sorinj, austriacki dyplomata, polityk (zm. 2005)
- 1916:
  - Movita Castaneda, amerykańska aktorka (zm. 2015)
  - Peter Newmark, brytyjski przekładoznawca (zm. 2011)
- 1917:
  - Džemal Bijedić, bośniacki polityk, premier Jugosławii (zm. 1977)
  - Helen Forrest, amerykańska wokalistka jazzowa (zm. 1999)
  - Robert Manzon, francuski kierowca wyścigowy (zm. 2015)
- 1919 – Hovhannes Tcholakian, ormiański duchowny katolicki, archieparcha Konstantynopola (zm. 2016)
- 1920:
  - Anna Kamieńska, polska poetka, pisarka, tłumaczka (zm. 1986)
  - Telesfor Kuczko, polski generał brygady (zm. 1974)
- 1921:
  - Nils Björklöf, fiński kajakarz (zm. 1987)
  - Frans Krajcberg, brazylijski rzeźbiarz, malarz, fotograf pochodzenia polsko-żydowskiego (zm. 2017)
  - Enric Marco, hiszpański robotnik, związkowiec, oszust (zm. 2022)
- 1922:
  - Oskar Hansen, polski architekt, rzeźbiarz, malarz pochodzenia fińskiego (zm. 2005)
  - Henryk Iwaniszewski, polski astronom (zm. 1981)
  - Audrey Long, amerykańska aktorka (zm. 2014)
- 1923:
  - Krystyna Bednarczyk, polska poetka emigracyjna (zm. 2011)
  - Barbara Jelavich, amerykańska historyk, bałkanistka (zm. 1995)
  - Ann Miller, amerykańska aktorka, tancerka, piosenkarka (zm. 2004)
  - Harry Oster, amerykański folklorysta (zm. 2001)
  - Eddie Turnbull, szkocki piłkarz, trener (zm. 2011)
- 1924:
  - Raymond Barre, francuski ekonomista, samorządowiec, polityk, eurokomisarz, premier Francji (zm. 2007)
  - Edmund Ilcewicz, polski duchowny katolicki, biskup pomocniczy lubelski (zm. 1981)
  - Walerian Nowacki, polski żołnierz AK i WiN, uczestnik podziemia antykomunistycznego (zm. 1948)
  - Curtis Turner, amerykański kierowca wyścigowy (zm. 1970)
  - Arvo Viitanen, fiński biegacz narciarski (zm. 1999)
- 1925:
  - Serafin (Gaczkowski), rosyjski biskup prawosławny (zm. 1982)
  - Britt Lomond, amerykański aktor (zm. 2006)
- 1926:
  - James Hillman, amerykański psycholog (zm. 2011)
  - Krystyna Karkowska, polska aktorka (zm. 2018)
  - Jane Withers, amerykańska aktorka, modelka, piosenkarka (zm. 2021)
- 1927:
  - Joshua Olatuni Majekodunmi, nigeryjski lekkoatleta, skoczek wzwyż (zm. 1996)
  - Alvin Sargent, amerykański scenarzysta filmowy (zm. 2019)
- 1928 – Hardy Krüger, niemiecki aktor (zm. 2022)
- 1929:
  - Elspet Gray, brytyjska aktorka (zm. 2013)
  - Jaroslav Papoušek, czeski reżyser i scenarzysta filmowy, malarz, rzeźbiarz (zm. 1995)
- 1930:
  - Krzysztof Beck, polski sztangista (zm. 1996)
  - Bruno Benthien, niemiecki geograf, polityk (zm. 2015)
  - Zygmunt Greń, polski krytyk teatralny i literacki, eseista (zm. 2012)
  - Tadeusz Kraska, polski kardiochirurg (zm. 2010)
  - Barbara Krupa-Wojciechowska, polska hipertensjolog, diabetolog, nefrolog, wykładowczyni akademicka (zm. 2023)
  - John Landy, australijski lekkoatleta, średniodystansowiec, polityk (zm. 2022)
  - Nancy Lyons, australijska pływaczka
  - Myrosław Popowycz, ukraiński filozof, historyk, publicysta (zm. 2018)
  - Jan Suzin, polski spiker telewizyjny, lektor filmowy, architekt (zm. 2012)
- 1931:
  - Władysław Gołąb, polski prawnik, adwokat, działacz społeczny (zm. 2022)
  - Jerzy Lutomski, polski polityk, poseł na Sejm PRL (zm. 2003)
  - Andrzej Rotkiewicz, polski matematyk, wykładowca akademicki (zm. 2016)
  - Jan Stryczyński, polski lekarz radiolog, taternik, alpinista (zm. 2010)
  - Anatol Ulman, polski prozaik, poeta, autor utworów scenicznych, dziennikarz, krytyk literacki, nauczyciel (zm. 2013)
- 1932:
  - Jonas Biržiškis, litewski inżynier, wykładowca akademicki, polityk,
  - Lakshman Kadirgamar, lankijski polityk (zm. 2005)
  - Jean-Pierre Marielle, francuski aktor (zm. 2019)
  - Rubén Héctor di Monte, argentyński duchowny katolicki, biskup Avellaneda-Lanús i arcybiskup Mercedes-Luján (zm. 2016)
  - Bohdan Przywarski, polski koszykarz (zm. 2013)
  - Józef Szczekot, polski ortopeda (zm. 1997)
  - Tiny Tim, amerykański muzyk, piosenkarz, historyk muzyki (zm. 1996)
  - Stanisław Witek, polski chemik, wykładowca akademicki (zm. 2015)
- 1933:
  - Giacomo Bozzano, włoski bokser (zm. 2008)
  - Montserrat Caballé, hiszpańska śpiewaczka operowa (sopran) (zm. 2018)
  - Roman Dżeneladze, gruziński zapaśnik (zm. 1966)
  - Aleksandr Kowtunow, radziecki generał pułkownik (zm. 2009)
  - Tadeusz Strumff, polski pisarz, reporter, publicysta (zm. 2025)
- 1935:
  - Henryk Dampc, polski bokser (zm. 2000)
  - Alina Perth-Grabowska, polska dziennikarka, publicystka (zm. 2006)
  - Jimmy Makulis, grecki piosenkarz (zm. 2007)
  - Denis McQuail, brytyjski socjolog (zm. 2017)
  - Aldo Puglisi, włoski aktor (zm. 2024)
  - Heinz Schneiter, szwajcarski piłkarz (zm. 2017)
- 1936:
  - Franck Étienne, haitański prozaik, poeta, dramaturg, muzyk, malarz (zm. 2025)
  - Bogdan Łysak, polski inżynier, działacz państwowy i gospodarczy, poseł na Sejm PRL (zm. 2022)
  - Charles Napier, amerykański aktor (zm. 2011)
  - Jadwiga Paprocka, polska dziennikarka
  - Kennedy Simonds, polityk z Saint Kitts i Nevis, premier
  - Gyula Tóth, węgierski lekkoatleta, maratończyk (zm. 2006)
  - Zygmunt Zawadzki, polski bokser (zm. 2006)
- 1937:
  - Barbara Aland, niemiecka teolożka, biblistka, wykładowczyni akademicka (zm. 2024)
  - Dennis Banks, amerykański aktor, działacz społeczno-polityczny (zm. 2017)
  - Marian Marzyński, polski reżyser i scenarzysta filmowy i dokumentalny (zm. 2023)
  - Joseph S. Nelson, kanadyjski zoolog (zm. 2011)
  - Andrzej Pelczar, polski matematyk, wykładowca akademicki (zm. 2010)
  - Igor Wołk, rosyjski pilot-oblatywacz, kosmonauta (zm. 2017)
  - Jan Wrabec, polski architekt, historyk sztuki (zm. 2019)
- 1938:
  - Ken Michael, australijski inżynier, polityk
  - Clement Quartey, ghański bokser (zm. 2024)
  - Iwona Słoczyńska, polska aktorka
- 1939:
  - Stanisław Dulias, polski rolnik, ekonomista, polityk, poseł na Sejm RP (zm. 2020)
  - Philippe Moureaux, belgijski historyk, polityk (zm. 2018)
  - Redovino Rizzardo, brazylijski duchowny katolicki, biskup Dourados (zm. 2016)
  - Jerzy Slezak, polski polityk, minister łączności
- 1940:
  - Jan Góral, polski piłkarz, trener (zm. 2008)
  - Herbie Hancock, amerykański pianista jazzowy, kompozytor
  - José Vicente Huertas Vargas, kolumbijski duchowny katolicki, biskup Garagoa (zm. 2023)
  - Konrad Pollesch, polski fotografik, wykładowca akademicki
- 1941:
  - Dieter Auch, niemiecki polityk
  - Jadwiga Gadulanka, polska śpiewaczka operowa (sopran)
  - Bobby Moore, angielski piłkarz (zm. 1993)
  - Antonio Tagliani, włoski kolarz szosowy
- 1942:
  - Wanda Orlińska, polska malarka, ilustratorka książek dla dzieci i młodzieży (zm. 2017)
  - Carlos Reutemann, argentyński kierowca wyścigowy, polityk (zm. 2021)
  - Jacob Zuma, południowoafrykański polityk, wiceprezydent i prezydent RPA
- 1943:
  - Lothar Kobluhn, niemiecki piłkarz (zm. 2019)
  - Luis Yáñez-Barnuevo García, hiszpański lekarz, polityk, eurodeputowany
- 1944:
  - Héctor Chumpitaz, peruwiański piłkarz, trener
  - René-Marie Ehuzu, beniński duchowny katolicki, biskup Porto Novo (zm. 2012)
  - John Kay, kanadyjski gitarzysta, wokalista, członek zespołu Steppenwolf pochodzenia niemieckiego
  - Karel Kryl, czeski bard, kompozytor, poeta (zm. 1994)
  - Thongsing Thammavong, laotański polityk, premier Laosu
- 1945:
  - Miller Anderson, amerykański gitarzysta, wokalista i kompozytor bluesowy
  - Wojciech Krolopp, polski dyrygent (zm. 2013)
  - Zbigniew Pałyszko, polski lekkoatleta, młociarz (zm. 2012)
  - Józef Sebesta, polski polityk, samorządowiec, marszałek województwa opolskiego
- 1946:
  - John Dunsworth, kanadyjski aktor (zm. 2017)
  - Ed O’Neill, amerykański aktor
  - George Robertson, szkocki polityk
- 1947:
  - Larry Cannon, amerykański koszykarz, trener (zm. 2024)
  - Tom Clancy, amerykański pisarz (zm. 2013)
  - Stanisław Dąbrowski, polski prawnik, sędzia, pierwszy prezes Sądu Najwyższego (zm. 2014)
  - Dan Lauria, amerykański aktor, reżyser, dramaturg pochodzenia włoskiego
  - David Letterman, amerykański komik, gospodarz talk-show
  - Wayne Northrop, amerykański aktor (zm. 2024)
  - Janusz Wierzbicki, polski rolnik, polityk, poseł na Sejm RP
- 1948:
  - Juan Manuel Álvarez, meksykański piłkarz, trener (zm. 2025)
  - Joschka Fischer, niemiecki polityk, minister spraw zagranicznych
  - Jean-Claude Kaufmann, francuski socjolog
- 1949:
  - Leonard Blair, amerykański duchowny katolicki, arcybiskup metropolita Hartford
  - Kateryna Kuryszko, ukraińska kajakarka
  - Ibrahim Mahlab, egipski przedsiębiorca, polityk, premier Egiptu
- 1950:
  - Joyce Banda, malawijska polityk, prezydent Malawi
  - Ryszard Bosek, polski siatkarz, trener i działacz siatkarski
  - Flavio Briatore, włoski przedsiębiorca, dyrektor sportowy zespołów Formuły 1
  - David Cassidy, amerykański wokalista, gitarzysta, aktor (zm. 2017)
  - Mieczysław Grąbka, polski aktor (zm. 2024)
  - Donal McKeown, irlandzki duchowny katolicki, biskup Derry
  - Gary Robertson, nowozelandzki wioślarz
- 1951:
  - José Alfredo Caires de Nobrega, portugalski duchowny katolicki, biskup Mananjary na Madagaskarze
  - Henryk Cześnik, polski malarz, rysownik, pedagog
  - Raven Grimassi, amerykański pisarz (zm. 2019)
  - Jerzy Kuczera, polski aktor (zm. 2023)
  - Ewa Kulesza, polska prawnik, nauczycielka akademicka, urzędniczka państwowa
  - Aleksandr Machowikow, rosyjski piłkarz
  - Ray Mallock, brytyjski kierowca wyścigowy
  - Tom Noonan, amerykański aktor, reżyser i scenarzysta filmowy
  - Julio César Salcedo Aquino, meksykański duchowny katolicki, biskup Tlaxcali
  - Tim Walberg, amerykański polityk, kongresman
- 1952:
  - Wiesław Czaja, polski siatkarz, trener
  - Yoshihiro Fujita, japoński zapaśnik
  - Antoni Krzeski, polski lekarz otorynolaryngolog
- 1953:
  - Witold Czarnecki, polski polityk, poseł na Sejm RP
  - Andrzej Sarwa, polski pisarz, publicysta, dziennikarz, tłumacz
  - Bernard Tchoullouyan, francuski judoka (zm. 2019)
  - Béla Várady, węgierski piłkarz (zm. 2014)
- 1954:
  - Julio Angkel, mikronezyjski duchowny katolicki, biskup Karolinów
  - Jon Krakauer, amerykański wspinacz, pisarz, dziennikarz pochodzenia żydowskiego
  - Jacek Mojkowski, polski dziennikarz (zm. 2015)
  - Nguyễn Thị Kim Ngân, wietnamski polityk
  - Steve Stevaert, belgijski polityk, samorządowiec (zm. 2015)
- 1955:
  - Stanisław Biczysko, polski aktor
  - Eraldo Pecci, włoski piłkarz
  - Manfred Reyes Villa, boliwijski polityk
  - Stanisław Szwed, polski polityk, poseł na Sejm RP
  - Andrzej Tretyn, polski biolog, wykładowca akademicki
  - Jarosław Wenta, polski historyk, wykładowca akademicki
- 1956:
  - Andy García, amerykański aktor, producent i reżyser filmowy pochodzenia kubańskiego
  - Chuy García, amerykański polityk, kongresman
  - Herbert Grönemeyer, niemiecki aktor, piosenkarz
  - František Jakubec, czeski piłkarz (zm. 2016)
  - Walter Salles, brazylijski reżyser i scenarzysta filmowy
- 1957:
  - Maurizio Fistarol, włoski prawnik, samorządowiec, polityk
  - Tama Janowitz, amerykańska pisarka
  - Stojczo Mładenow, bułgarski piłkarz, trener
  - Ronald Plasterk, holenderski biolog, polityk
  - Hallvar Thoresen, norweski piłkarz, trener
- 1958:
  - Roland Dalhäuser, szwajcarski lekkoatleta, skoczek wzwyż
  - Benjamín González, hiszpański lekkoatleta, sprinter i średniodystansowiec (zm. 2011)
  - Beata Kolis, polska dziennikarka (zm. 2016)
  - Jacek Skalski, polski reżyser filmowy, telewizyjny i teatralny, montażysta, scenarzysta, pisarz (zm. 1996)
  - Karel Stromšik, czeski piłkarz, bramkarz, trener
  - Klaus Tafelmeier, niemiecki lekkoatleta, oszczepnik
  - Ginka Zagorczewa, bułgarska lekkoatletka, płotkarka
- 1959:
  - Pascal Barré, francuski lekkoatleta, sprinter
  - Patrick Barré, francuski lekkoatleta, sprinter
  - Leszek Tórz, polski hokeista na trawie (zm. 2018)
  - Romuald Zawodnik, polski samorządowiec, burmistrz Pionek
- 1960:
  - Tomas Jonsson, szwedzki hokeista
  - Wojciech Tomczyk, polski pisarz, scenarzysta filmowy
  - David Thirdkill, amerykański koszykarz
- 1961:
  - Izajasz (Czanturia), gruziński biskup prawosławny
  - Lisa Gerrard, australijska wokalistka, aktorka, członkini zespołu Dead Can Dance
  - Jorge Olvera, meksykański zapaśnik
  - Grzegorz Sybilski, polski piłkarz
  - Magda Szubanski, australijska aktorka, komediantka, scenarzystka pochodzenia polsko-szkockiego
  - D.D. Verni, amerykański wokalista, basista, kompozytor, producent muzyczny pochodzenia włoskiego, członek zespołów Overkill i The Bronx Casket Co.
- 1962:
  - Jordanka Fandykowa, bułgarska nauczycielka, polityk, burmistrz Sofii
  - Jarosław Kalinowski, polski polityk, minister rolnictwa i rozwoju wsi, wicepremier, poseł na Sejm RP, eurodeputowany
  - Carlos Sainz, hiszpański kierowca rajdowy
- 1964:
  - Claudia Jung, niemiecka piosenkarka
  - Grzegorz Łoszewski, polski scenarzysta filmowy
  - Michael McMillen, nowozelandzki łyżwiarz szybki, działacz sportowy
  - Amy Ray, amerykańska muzyk, kompozytorka
- 1965:
  - Nino Abesadze, izraelska polityk
  - Roland Baar, niemiecki wioślarz (zm. 2018)
  - Missael Espinoza, meksykański piłkarz
  - Pavel Soukup, czeski kolarz torowy
  - Malo Vaga, samoański trener piłkarski
- 1966:
  - Anna Gliszczyńska-Świgło, polska towaroznawczyni, profesor nauk rolniczych
  - Konrad Pokora, polski samorządowiec, prezydent Zduńskiej Woli
  - Kevin Robinzine, amerykański lekkoatleta, sprinter
  - Adriana Samuel, brazylijska siatkarka plażowa
  - Janusz Syposz, polski hokeista
- 1967:
  - Dorota Gliszczyńska, polska piłkarka ręczna, bramkarka
  - Shinkichi Kikuchi, japoński piłkarz, bramkarz
  - Jerzy Łazewski, polski aktor
  - Jakob Axel Nielsen, duński prawnik, polityk
  - Martin Schmidt, szwajcarski trener piłkarski
  - Zbigniew Szczerbiński, polski perkusista, członek zespołu Dżem
  - Nicolae Țaga, rumuński wioślarz
- 1968:
  - Alicia Coppola, amerykańska aktorka
  - Anna Alina Cybulska, polska poetka, piosenkarka, animatorka kultury
  - Charles Fabian, brazylijski piłkarz
  - Siarhiej Tokć, białoruski historyk, wykładowca akademicki
- 1969:
  - Lucas Radebe, południowoafrykański piłkarz
  - Wojciech Tochman, polski reportażysta
- 1970:
  - Sylvain Bouchard, kanadyjski łyżwiarz szybki
  - Edyta Krysiewicz, polska koszykarka
- 1971:
  - Lional Alex, salomoński polityk
  - Nicholas Brendon, amerykański aktor, scenarzysta filmowy
  - Shannen Doherty, amerykańska aktorka (zm. 2024)
  - Masakazu Kagiyama, japoński łyżwiarz figurowy
  - Fernando Meligeni, brazylijski tenisista
  - Christophe Moreau, francuski kolarz szosowy
  - Desi Tenekedżiewa, bułgarska aktorka, piosenkarka, producentka telewizyjna
  - Jelena Tiurina, rosyjska siatkarka
- 1972:
  - Umran al-Ajjari, tunezyjski zapaśnik
  - Reyli Barba, meksykański piosenkarz, kompozytor
  - René Cattarinussi, włoski biathlonista
  - Şebnem Ferah, turecka piosenkarka, autorka tekstów
  - Agnieszka Makówka, polska śpiewaczka operowa (mezzosopran)
  - Norman Mapeza, zimbabwejski piłkarz
- 1973:
  - Przemysław Cecherz, polski piłkarz, trener
  - Claudia Jordan, amerykańska aktorka, modelka
  - Mark Kelly, amerykański aktor, reżyser i scenarzysta filmowy
  - Joël Lautier, francuski szachista, trener i działacz szachowy
  - Quadre Lollis, amerykański koszykarz
  - Katarzyna Maternowska, polska aktorka
  - Krzysztof Oliwa, polski hokeista, trener, menadżer
  - Christian Panucci, włoski piłkarz, trener
- 1974:
  - Elena Bonetti, włoska matematyk, wykładowczyni akademicka, polityk
  - Roman Hamrlík, czeski hokeista
  - Abdesalam Kames, libijski piłkarz
  - Kazimierz Kotliński, białoruski piłkarz ręczny, bramkarz
  - Lee Myung-jin, południowokoreański autor komiksów
  - Jarosław Mogutin, rosyjski poeta, prozaik, fotograf, malarz, pornomodel
  - Dinu Pescariu, rumuński tenisista
  - Franco Sancassani, włoski wioślarz
  - Marley Shelton, amerykańska aktorka
  - Srđan Srećković, serbski ekonomista, polityk
  - Sylvinho, brazylijski piłkarz
- 1975:
  - Hugues Bayet belgijski i waloński samorządowiec, polityk, eurodeputowany
  - Adam Kornacki, polski kierowca wyścigowy, dziennikarz motoryzacyjny
  - Siergiej Kozko, rosyjski piłkarz, bramkarz
  - Marcelinho Machado, brazylijski koszykarz
  - Anja Nielsen, duńska piłkarka ręczna
  - Grzegorz Szymański, polski elektronik, wykładowca akademicki (zm. 2023)
  - Laurent Wauquiez, francuski samorządowiec, polityk
- 1976:
  - Geoffroy Didier, francuski prawnik, samorządowiec, polityk, eurodeputowany
  - Donny Grant, kostarykański piłkarz, bramkarz
  - Olga Kotlarowa, rosyjska lekkoatletka, sprinterka i biegaczka średniodystansowa
  - Brad Miller, amerykański koszykarz
  - Joanna Mucha, polska ekonomistka, polityk, poseł na Sejm RP, minister sportu i turystyki
  - Knut Anders Sørum, norweski piosenkarz
  - Víctor Velásquez, salwadorski piłkarz
- 1977:
  - Tobias Angerer, niemiecki biegacz narciarski
  - Maciej Bartoszek, polski trener piłkarski
  - Natasza Caban, polska żeglarka sportowa
  - Giovanny Espinoza, ekwadorski piłkarz
  - Sarah Jane Morris, amerykańska aktorka
  - Witalij Nat, ukraiński piłkarz ręczny
- 1978:
  - Stanisław Angełow, bułgarski piłkarz
  - Luca Argentero, włoski aktor
  - Agnieszka Bartol, polska poetka, pisarka (zm. 1990)
  - Guy Berryman, brytyjski gitarzysta, członek zespołu Coldplay
  - Mandy Bright, węgierska aktorka pornograficzna
  - Przemysław Chojęta, polski aktor
  - Ercandize, niemiecki raper pochodzenia tureckiego
  - Ołeksandr Fedorow, ukraiński hokeista
  - Swietłana Łapina, rosyjska lekkoatletka, skoczkini wzwyż
  - Riley Smith, amerykański aktor, model, piosenkarz
- 1979:
  - Claire Danes, amerykańska aktorka
  - Martin Galia, czeski piłkarz ręczny, bramkarz
  - Mateja Kežman, serbski piłkarz
  - Jennifer Morrison, amerykańska aktorka
  - Tracy Moseley, brytyjska kolarka górska
  - Czesław Mozil, duński wokalista pochodzenia polskiego
  - Carlos Pérez, hiszpański kajakarz
- 1980:
  - Brian McFadden, irlandzki piosenkarz
  - Erik Mongrain, kanadyjski gitarzysta, kompozytor
  - Tamika Williams, amerykańska koszykarka
- 1981:
  - Jurij Borzakowski, rosyjski lekkoatleta, średniodystansowiec
  - Nicolás Burdisso, argentyński piłkarz
  - Blerim Destani, niemiecki aktor, producent filmowy pochodzenia albańskiego
  - Tulsi Gabbard, amerykańska polityk, kongreswoman
  - Dagmara Krzyżyńska, polska narciarka alpejska i dowolna
  - Qusay Munir, iracki piłkarz
  - Damien Schmitt, francuski perkusista jazzowy
- 1982:
  - Dominika Biernat, polska aktorka
  - Juan Pablo Brzezicki, argentyński tenisista pochodzenia polskiego
  - Gary Caldwell, szkocki piłkarz
  - Deen, bośniacki piosenkarz
  - Waldo Ponce, chilijski piłkarz
  - Juras Požela, litewski polityk, minister zdrowia (zm. 2016)
  - Anna Siwkowa, rosyjska szpadzistka
  - Mary Zorn-Hamm, amerykańska łuczniczka
- 1983:
  - Jelena Dokić, australijska tenisistka pochodzenia serbskiego
  - Luke Kibet, kenijski lekkoatleta, maratończyk
  - Klāvs Olšteins, łotewski polityk
  - Takashi Yamamoto, japoński pianista
- 1984:
  - Aleksiej Dmitrik, rosyjski lekkoatleta, skoczek wzwyż
  - Iwo Naumowicz, polski muzyk, członek zespołu SOFA
  - Kevin Pauwels, belgijski kolarz przełajowy, górski i szosowy
  - Sławosz Uznański-Wiśniewski, polski inżynier, astronauta
- 1985:
  - Jonte Flowers, amerykański koszykarz
  - Simona Gherman, rumuńska szpadzistka
  - Radosław Kłeczek, polski lekkoatleta, długodystansowiec
  - Aleksandr Korniłow, rosyjski wioślarz
  - Şəhriyar Məmmədyarov, azerski szachista
  - Dominika Miszczak, polska lekkoatletka, skoczkini w dal
  -  Andrei Prepeliță, mołdawski zapaśnik
  - Łukasz Siemion, polski wioślarz
  - Olga Sieriabkina, rosyjska wokalistka, członkini zespołu Serebro
  - Julija Sokołowśka, ukraińska polityk
  - Hitomi Yoshizawa, japońska piosenkarka, aktorka, modelka
- 1986:
  - Blerim Džemaili, szwajcarski piłkarz pochodzenia albańskiego
  - Marcel Granollers, hiszpański tenisista
  - Ewa Kwiatkowska, polska siatkarka
  - Natalia Maciukiewicz, polska wioślarka
  - Jonathan Pitroipa, burkiński piłkarz
- 1987:
  - Luiz Adriano, brazylijski piłkarz
  - Ilze Bortaščenoka, łotewska lekkoatletka, tyczkarka
  - Javier Cortina, kubański zapaśnik
  - Brooklyn Decker, amerykańska aktorka, modelka
  - Valentine Nelson, papuański piłkarz
  - Michael Roll, amerykańsko-tunezyjski koszykarz
  - Brendon Urie, amerykański wokalista, muzyk, członek zespołu Panic! at the Disco
- 1988:
  - Ricky Álvarez, argentyński piłkarz
  - Pierre Bengtsson, szwedzki piłkarz
  - Damian Krzysztofik, polski piłkarz ręczny
  - Yannick Sagbo, iworyjski piłkarz
  - Anna Wakulik, polska dramatopisarka
  - Zhang Hong, chińska łyżwiarka szybka
- 1989:
  - Troy Doris, gujański lekkoatleta, trójskoczek
  - Timo Gebhart, niemiecki piłkarz
  - Miguel Ponce, meksykański piłkarz
  - Valentin Stocker, szwajcarski piłkarz
  - Artur Szpilka, polski bokser
  - Kaitlyn Weaver, kanadyjska łyżwiarka figurowa pochodzenia amerykańskiego
- 1990:
  - Antonio Alkana, południowoafrykański lekkoatleta, płotkarz
  - Francesca Halsall, brytyjska pływaczka
  - Hadas Jaron, izraelska aktorka
  - Karolina Jaroszek, polska lekkoatletka, płotkarka
  - Jewgienij Kuzniecow, rosyjski skoczek do wody
  - Omargadży Magomiedow, rosyjski i białoruski zapaśnik
  - Andreas Nilsson, szwedzki piłkarz ręczny
  - Carlos Gabriel Rodríguez, panamski piłkarz
  - Hiroki Sakai, japoński piłkarz
  - Simon Thomas, kanadyjski piłkarz, bramkarz
  - Dustin Ware, amerykański koszykarz
  - Philipp Zulechner, austriacki piłkarz
- 1991:
  - Aleksandra Dziwińska, polska koszykarka
  - Liu Shiwen, chińska tenisistka stołowa
  - Ryōta Morioka, japoński piłkarz
  - Oliver Norwood, północnoirlandzki piłkarz
  - Magnus Pääjärvi Svensson, szwedzki hokeista
  - Ashley Richards, walijski piłkarz
  - Sally Scott, brytyjska lekkoatletka, tyczkarka
  - Justyna Żmuda, polska brydżystka
- 1992:
  - Chad le Clos, południowoafrykański pływak
  - Witalij Dunajcew, rosyjski bokser
  - Rebin Sulaka, iracki piłkarz
  - Alyssa Thomas, amerykańska koszykarka
  - Agata Trzebuchowska, polska aktorka
- 1993:
  - Robin Anderson, amerykańska tenisistka
  - Tara Geraghty-Moats, amerykańska skoczkini i biegaczka narciarska, kombinatorka norweska, biathlonistka
  - Ryan Nugent-Hopkins, kanadyjski hokeista
  - Tix, norweski muzyk
- 1994:
  - Eric Bailly, iworyjski piłkarz
  - Julie Bergan, norweska piosenkarka, autorka tekstów
  - Nikolina Milić, bośniacka koszykarka
  - Saoirse Ronan, irlandzka aktorka
  - Alissa Söderberg, szwedzka lekkoatletka, tyczkarka
  - Mira Todorowa, bułgarska siatkarka
  - Angelika Węgierska, polska lekkoatletka, płotkarka
- 1995:
  - Jennifer Brady, amerykańska tenisistka
  - Przemysław Frankowski, polski piłkarz
  - Justin Robinson, amerykański koszykarz
  - Bartosz Zmarzlik, polski żużlowiec
- 1996:
  - Jan Bednarek, polski piłkarz
  - Matteo Berrettini, włoski tenisista
  - Aaron Blunck, amerykański narciarz dowolny
  - Üzür Dżuzupbekow, kirgiski zapaśnik
  - Sebastian Gawroński, polski gimnastyk
  - Haruka Iwasa, japońska skoczkini narciarska
  - Jelizawieta Kuliczkowa, rosyjska tenisistka
- 1997:
  - Andrejs Cigaņiks, łotewski piłkarz pochodzenia ukraińskiego
  - Nguyễn Quang Hải, wietnamski piłkarz
  - Stephanie Watts, amerykańska koszykarka
- 1998:
  - Jose Alvarado, amerykański koszykarz pochodzenia portorykańskiego
  - Yosuke Watanuki, japoński tenisista
- 1999:
  - Aliszer Jergali, kazachski zapaśnik
  - Anita Korva, fińska biegaczka narciarska
  - Stanley Umude, amerykański koszykarz
  - Anna Żukowa, rosyjska skoczkini narciarska
- 2000:
  - Ron Harper, amerykański koszykarz
  - Illian Hernández, meksykański piłkarz
  - Friedrich Moch, niemiecki biegacz narciarski
  - Suzanna von Nathusius, polska aktorka pochodzenia niemieckiego
  - Marija Sotskowa, rosyjska łyżwiarka figurowa
  - Kamila Stormowska, polska łyżwiarka szybka, specjalistka short tracku
  - Teya, austriacka piosenkarka pochodzenia serbskiego
- 2001:
  - Leon Dajaku, niemiecki piłkarz pochodzenia kosowskiego
  - Weronika Hipp, polska koszykarka
  - Kōtarō Kiyooka, japoński zapaśnik
  - Anthony Oyono, gaboński piłkarz
  - Anna Twardosz, polska skoczkini narciarska
- 2002 – Justin Lewis, amerykański koszykarz
- 2003:
  - Simon Ngapandouetnbu, kameruński piłkarz, bramkarz
  - Jabes Saralegui, argentyński piłkarz
- 2004 – Kim Je-deok, południowokoreański łucznik sportowy
- 2005 – Diego Sánchez, meksykański piłkarz

## Zmarli
- 45 p.n.e. – Gnejusz Pompejusz Młodszy, rzymski wódz, polityk (ur. ?)
- 238:
  - Gordian I, współcesarz rzymski (ur. ok. 159)
  - Gordian II, współcesarz rzymski (ur. ok. 192)
- 352 – Juliusz I, papież, święty (ur. ?)
- 742 – Erchembod, francuski duchowny katolicki, biskup Thérouanne, święty (ur. ?)
- 1050 – Alferiusz, włoski opat, święty (ur. 930)
- 1111 – Bertold II, książę Zähringen (ur. ok. 1050)
- 1167 – Karol Sverkersson, król Szwecji (ur. ok. 1130)
- 1411 – Robert I, hrabia i książę Bar (ur. 1344 lub 45)
- 1439 – Jan I, książę żagański (ur. ok. 1385)
- 1469 – Peter von Schaumberg, niemiecki duchowny katolicki, biskup Augsburga, kardynał (ur. 1388)
- 1510 – Jan Podlodowski, polski duchowny katolicki, kanonik krakowski i gnieźnieński, sekretarz królewski (ur. ok.1460)
- 1522 – Piero di Cosimo, włoski malarz (ur. ok. 1462)
- 1530 – Joanna la Beltraneja, księżna Asturii, królowa Portugalii (ur. 1462)
- 1550 – Claude de Guise, francuski książę, dowódca wojskowy (ur. 1496)
- 1555 – Joanna Szalona, królowa Kastylii (ur. 1479)
- 1615 – William Lower, angielski astronom, polityk (ur. 1570)
- 1638 – Shirō Amakusa, japoński samuraj (ur. 1621)
- 1670:
  - Scipione Pannocchieschi d’Elci, włoski duchowny katolicki, arcybiskup Pizy, kardynał (ur. 1600)
  - Jerzy Rizkallah z Bseb'el, libański duchowny katolicki, maronicki patriarcha Antiochii i całego Wschodu (ur. ok. 1595)
- 1676 – Adam Konarzewski, polski magnat, tłumacz (ur. 1639/40)
- 1679 – Stanisław Samuel Kalinowski, polski szlachcic, pułkownik (ur. ?)
- 1681 – Pietro Paolini, włoski malarz (ur. 1603)
- 1684 – Nicola Amati, włoski lutnik (ur. 1596)
- 1685 – Mikołaj Franciszek Rossochacki, polski szlachcic, polityk (ur. ?)
- 1688 – Stanisław Szuyski, polski szlachcic, polityk (ur. ?)
- 1704 – Jacques-Bénigne Bossuet, francuski duchowny katolicki, biskup Meaux, teolog (ur. 1627)
- 1748 – William Kent, brytyjski architekt, malarz, projektant wnętrz i ogrodów (ur. 1685)
- 1751 – Sigismund von Kollonitz, austriacki duchowny katolicki, arcybiskup Wiednia, kardynał (ur. 1676)
- 1760 – Ernst Gottlieb Baron, niemiecki kompozytor, lutniarz (ur. 1696)
- 1763 – Giuseppe Spinelli, włoski duchowny katolicki, arcybiskup Neapolu, kardynał (ur. 1694)
- 1777 – Claude-Prosper Jolyot de Crébillon, francuski pisarz (ur. 1707)
- 1782 – Pietro Metastasio, włoski prozaik, poeta (ur. 1698)
- 1794 – Jean-Baptiste Gobel, francuski duchowny katolicki, polityk okresu rewolucji francuskiej (ur. 1727)
- 1796 – Filip Dżemajel z Bikfaji, maronicki patriarcha Antiochii i całego Wschodu (ur. ok. 1740)
- 1797 – Piotr Blank, polski bankier (ur. 1742)
- 1808 – Henri Lefèvre d’Ormesson, francuski polityk (ur. 1751)
- 1809 – Scipione Piattoli, włoski duchowny katolicki (ur. 1749)
- 1814:
  - Charles Burney, brytyjski kompozytor, muzyk, teoretyk muzyki (ur. 1726)
  - Jan Wrona, polski pastor, tłumacz (ur. 1772)
- 1817 – Charles Messier, francuski astronom (ur. 1730)
- 1820 – Arthur Young, brytyjski ekonomista, pisarz (ur. 1741)
- 1822 – Jan Kuźma, polski banita, uczestnik konfederacji barskiej (ur. 1742)
- 1839 – Sven Jonas Stille, szwedzki lekarz, ochotnik w powstaniu listopadowym (ur. 1812)
- 1840 – František Antonín Gerstner, czeski inżynier (ur. 1793)
- 1845 – Stanisław Adam Miączyński, generał i adiutant ks. Józefa Poniatowskiego
- 1847 – Thomas Contee Worthington, amerykański polityk (ur. 1782)
- 1852 – Antoni Rzempołuski, polski prawnik, sędzia, polityk (ur. 1784)
- 1858 – Siegfried Dehn, niemiecki teoretyk muzyki, wydawca, nauczyciel, bibliotekarz (ur. 1799)
- 1861 – Tytus Działyński, polski historyk, mecenas sztuki, wydawca źródeł historycznych (ur. 1796)
- 1862 – Theodore Frelinghuysen, amerykański prawnik, polityk (ur. 1787)
- 1863 – Stefan Bobrowski, polski polityk, działacz niepodległościowy, uczestnik powstania styczniowego (ur. 1840)
- 1866 – Carl Moltke, duński polityk (ur. 1798)
- 1868 – James Gascoyne-Cecil, brytyjski arystokrata, polityk (ur. 1791)
- 1869 – Ida Waldeck-Pyrmont, niemiecka arystokratka (ur. 1796)
- 1877 – Juan Bautista Gill, paragwajski polityk, prezydent Paragwaju (ur. 1840)
- 1879 – August von Fligely, austriacki generał porucznik, geograf, kartograf (ur. 1810)
- 1880 – Anna Helcel, polska filantropka (ur. 1813)
- 1888 – Karl Schmidt, niemiecki architekt (ur. 1836)
- 1890 – Zeng Jize, chiński arystokrata, dyplomata (ur. 1839)
- 1891 – Olga Romanowa, wielka księżna Rosji (ur. 1839)
- 1896 – Carl Humann, niemiecki inżynier, archeolog-samouk (ur. 1839)
- 1897 – Edward Drinker Cope, amerykański paleontolog, zoolog, ewolucjonista, wykładowca akademicki (ur. 1840)
- 1898 – Elzéar-Alexandre Taschereau, kanadyjski duchowny katolicki, arcybiskup Qubecu, kardynał (ur. 1820)
- 1902 – Marie Alfred Cornu, francuski fizyk, wykładowca akademicki (ur. 1841)
- 1903:
  - Daniel Silvan Evans, walijski duchowny anglikański, leksykograf, nauczyciel, poeta (ur. 1818)
  - Konstanty Mirecki, polski nauczyciel, filantrop (ur. 1815)
- 1904:
  - Jelizawieta Achmatowa, rosyjska pisarka, wydawczyni, tłumaczka (ur. 1820)
  - Juwenaliusz (Połowcew), rosyjski biskup prawosławny (ur. 1826)
- 1906 – Maksymilian Kawczyński, polski filolog, historyk literatury, wykładowca akademicki (ur. 1842)
- 1908 – Andrzej Kazimierz Potocki, polski polityk, namiestnik Galicji (ur. 1861)
- 1910:
  - Robert Giffen, szkocki ekonomista, statystyk, dziennikarz (ur. 1837)
  - William Graham Sumner, amerykański socjolog, wykładowca akademicki (ur. 1840)
- 1911 – Cesare Sambucetti, włoski duchowny katolicki, arcybiskup, nuncjusz apostolski (ur. 1838)
- 1912 – Clara Barton, amerykańska pielęgniarka, działaczka społeczna (ur. 1821)
- 1913 – Kazimierz Ostaszewski-Barański, polski dziennikarz, publicysta, pisarz historyczny (ur. 1862)
- 1914 – Stanisław Droba, polski bakteriolog, wykładowca akademicki (ur. 1870)
- 1917:
  - Giuseppe Aversa, włoski duchowny katolicki, arcybiskup, nuncjusz apostolski (ur. 1862)
  - Franziskus von Bettinger, niemiecki duchowny katolicki, arcybiskup Monachium i Fryzyngi, kardynał (ur. 1850)
- 1918:
  - Robert Foligny Broussard, amerykański polityk (ur. 1864)
  - James William Denny, amerykański polityk (ur. 1838)
  - Wincenty Zakrzewski, polski historyk, wykładowca akademicki (ur. 1844)
- 1920:
  - Marian Dydyński, polski polityk (ur. 1843)
  - Hamilton Goold-Adams, brytyjski major, administrator kolonialny pochodzenia irlandzkiego (ur. 1858)
  - Leon Szymański, polski porucznik (ur. 1895)
  - Teresa od Jezusa z Andów, chilijska karmelitanka, święta (ur. 1900)
- 1922:
  - Spiro Dine, albański poeta, folklorysta, działacz narodowy (ur. 1846)
  - Kazimierz Piotr Laskowski, polski ziemianin, polityk (ur. 1850)
- 1926 – Otto von Dewitz, niemiecki porucznik, prawnik, polityk (ur. 1850)
- 1927:
  - Aurelio Herrera, amerykański bokser pochodzenia meksykańskiego (ur. 1876)
  - Franciszek Łyszczarz, polski rolnik, działacz ludowy, publicysta, polityk (ur. 1868)
  - Józef Moscati, włoski lekarz, naukowiec, działacz społeczny, święty (ur. 1880)
  - Dawid Uribe Velasco, meksykański duchowny katolicki, męczennik, święty (ur. 1889)
- 1933 – Czesław Frankiewicz, polski historyk, pedagog (ur. 1886)
- 1936:
  - Arne Hovde, norweski skoczek narciarski (ur. 1914)
  - Heliodor Laskowski, polski komandor podporucznik (ur. 1898)
- 1937 – Władysław Dobrowolski-Doliwa, polski generał brygady (ur. 1870)
- 1938:
  - Emil Bobrowski, polski pułkownik lekarz, działacz socjalistyczny, polityk, poseł na Sejm i senator RP (ur. 1876)
  - Fiodor Szalapin, rosyjski śpiewak operowy (bas) (ur. 1873)
- 1940 – Jan Szczeszyński, działacz Związku Polaków w Niemczech (ur. 1874)
- 1941:
  - Witold Albert Adolph, polski biolog, zoolog (ur. 1903)
  - Zdzisław Henneberg, polski kapitan pilot, as myśliwski (ur. 1911)
  - Ferdynand Hoesick, polski pisarz, historyk literatury (ur. 1867)
- 1943:
  - Michał Hamburger, polski piłkarz, prawnik, żołnierz AK pochodzenia żydowskiego (ur. 1899)
  - Henry Murray, nowozelandzki lekkoatleta, płotkarz, architekt, żołnierz (ur. 1886)
- 1944 – Alois Musil, czeski duchowny katolicki, biblista, geograf, orientalista, podróżnik (ur. 1868)
- 1945:
  - Vilém Mathesius, czeski językoznawca, historyk literatury (ur. 1882)
  - Franklin Delano Roosevelt, amerykański polityk, prezydent USA (ur. 1882)
  - Czesław Rossiński, polski podporucznik, żołnierz AK, cichociemny (ur. 1907)
  - Mieczysław Szczepański, polski kapitan, żołnierz AK, cichociemny (ur. 1919)
- 1946:
  - Teizō Takeuchi, japoński piłkarz, trener (ur. 1908)
  - Marian Zyndram-Kościałkowski, polski polityk, premier RP (ur. 1892)
- 1953 – Lionel Logue, brytyjski logopeda (ur. 1880)
- 1956 – Tadeusz Strumiłło, polski muzykolog, taternik (ur. 1929)
- 1957 – Wacław Bruner, polski działacz socjalistyczny i niepodległościowy (ur. 1898)
- 1959 – James Gleason, amerykański aktor, scenarzysta filmowy (ur. 1882)
- 1960:
  - Kamil Seyfried, polski generał brygady, prawnik (ur. 1872)
  - Theo Willems, holenderski łucznik (ur. 1891)
- 1961 – Mubarek Bekkai, marokański polityk, premier Maroka (ur. 1907)
- 1963 – Kazimierz Ajdukiewicz, polski filozof, logik, matematyk (ur. 1890)
- 1966 – Jewgienij Malejew, rosyjski paleontolog (ur. 1915)
- 1968:
  - Lorenz Nieberl, niemiecki bobsleista (ur. 1919)
  - Franz Pfeffer von Salomon, niemiecki wojskowy, działacz nazistowski, pierwszy szef SA (ur. 1888)
- 1971:
  - Wynton Kelly, amerykański pianista jazzowy pochodzenia jamajskiego (ur. 1931)
  - Bogdan Kostrzewski, polski archeolog, muzeolog (ur. 1915)
  - Wolfgang Krull, niemiecki matematyk (ur. 1899)
  - Zdzisław Wincenty Przyjałkowski, polski generał (ur. 1892)
  - Igor Tamm, rosyjski fizyk, laureat Nagrody Nobla (ur. 1895)
- 1972 – C.W. Ceram, niemiecki pisarz, dziennikarz (ur. 1915)
- 1973 – Arthur Freed, amerykański autor piosenek, producent filmowy (ur. 1894)
- 1974:
  - Bogusław Klimczuk, polski kompozytor, pianista, dyrygent (ur. 1921)
  - Jewgienij Wuczeticz, rosyjski rzeźbiarz pochodzenia serbskiego (ur. 1908)
- 1975:
  - Alf Andersen, norweski skoczek narciarski (ur. 1906)
  - Josephine Baker, francuska piosenkarka, tancerka pochodzenia amerykańskiego (ur. 1906)
- 1977:
  - Jerzy Kolbe, polski inżynier górnik (ur. 1906)
  - Zenzō Shimizu, japoński tenisista (ur. 1891)
- 1980 – Henryk Rudnicki, polski dziennikarz, działacz społeczny (ur. 1905)
- 1981:
  - Petrus Beukers, holenderski żeglarz sportowy (ur. 1899)
  - Andrzej Krzeptowski II, polski narciarz, kierownik schronisk tatrzańskich (ur. 1902)
  - Joe Louis, amerykański bokser (ur. 1914)
  - Fernand Saivé, belgijski kolarz torowy, szosowy i przełajowy (ur. 1900)
- 1982 – Anthony Greenwood, brytyjski polityk (ur. 1911)
- 1983 – Jørgen Juve, norweski piłkarz (ur. 1906)
- 1984:
  - Edward Sokoine, tanzański polityk, premier Tanzanii (ur. 1938)
  - Ramón Tapia, chilijski bokser (ur. 1932)
- 1985 – Vicenç Sasot, hiszpański trener piłkarski (ur. 1918)
- 1986 – Walentin Katajew, rosyjski pisarz (ur. 1897)
- 1987 – Mieczysław Jagoszewski, polski dziennikarz, eseista, poeta, działacz społeczny (ur. 1897)
- 1988 – Alan Paton, południowoafrykański pisarz, działacz społeczny, polityk (ur. 1903)
- 1989:
  - Herbert Bednorz, polski duchowny katolicki, biskup katowicki (ur. 1908)
  - Gerald Flood, brytyjski aktor (ur. 1927)
  - Abbie Hoffman, amerykański działacz społeczny pochodzenia żydowskiego (ur. 1936)
  - Sugar Ray Robinson, amerykański bokser (ur. 1921)
- 1991:
  - Miriam Cooper, amerykańska aktorka (ur. 1891)
  - James Schuyler, amerykański poeta (ur. 1923)
- 1993:
  - George Frederick Ives, brytyjski superstulatek (ur. 1881)
  - Zenon Komender, polski polityk, minister handlu wewnętrznego i usług, wicepremier, członek Rady Państwa PRL (ur. 1923)
- 1994 – Joseph Nelis, belgijski piłkarz (ur. 1917)
- 1995:
  - Mou Zongsan, chiński filozof (ur. 1909)
  - Ezra Clark Stillman, amerykański filolog, interlingwista, poeta, tłumacz (ur. 1907)
- 1996 – Nikita Ryżow, radziecki polityk, dyplomata (ur. 1907)
- 1997 – George Wald, amerykański fizjolog, biochemik, laureat Nagrody Nobla (ur. 1906)
- 1998:
  - Robert Ford, kanadyjski poeta, dyplomata, tłumacz (ur. 1915)
  - Bruno Rodzik, francuski piłkarz pochodzenia polskiego (ur. 1935)
  - Andrzej Szymańczak, polski perkusista, członek zespołów Closterkeller i Kult (ur. 1968)
- 1999 – José Francisco de Morais, brazylijski piłkarz (ur. 1950)
- 2001 – Jacek Dębski, polski przedsiębiorca, polityk, szef Urzędu Kultury Fizycznej i Turystyki (ur. 1960)
- 2003:
  - Bohdan Kosiński, polski reżyser filmowy, scenarzysta (ur. 1922)
  - Sydney Lassick, amerykański aktor (ur. 1922)
- 2004:
  - Józef Bury, polski polityk, minister pracy, płac i spraw socjalnych (ur. 1928)
  - Norman Campbell, kanadyjski reżyser telewizyjny (ur. 1924)
  - Juan Valderrama Blanca, hiszpański śpiewak flamenco (ur. 1916)
- 2005:
  - Georgi Paczedżiew, bułgarski piłkarz, trener (ur. 1916)
  - Maria Wnęk, polska malarka prymitywistka (ur. 1922)
- 2006 – Rajkumar, indyjski aktor (ur. 1929)
- 2007 – Andrzej Kurylewicz, polski muzyk jazzowy, kompozytor, dyrygent (ur. 1932)
- 2008:
  - Cecilia Colledge, brytyjska łyżwiarka figurowa (ur. 1920)
  - Patrick Hillery, irlandzki polityk, prezydent Irlandii (ur. 1923)
- 2009:
  - Kent Douglas, kanadyjski hokeista (ur. 1936)
  - Hans Kleppen, norweski skoczek narciarski (ur. 1907)
  - Eve Kosofsky Sedgwick, amerykańska historyk literatury (ur. 1950)
  - Vytautas Mažiulis, litewski językoznawca (ur. 1926)
  - Jerzy Wunderlich, polski dziennikarz prasowy i telewizyjny, prezenter telewizyjny, popularyzator nauki (ur. 1930)
- 2011:
  - Małgorzata Gebert, polska działaczka humanitarna (ur. 1952)
  - Sidney Harman, amerykański przedsiębiorca, wydawca pochodzenia żydowskiego (ur. 1918)
  - Gerd-Klaus Kaltenbrunner, niemiecki filozof (ur. 1939)
  - Aleksandar Petaković, serbski piłkarz (ur. 1930)
  - Miroslav Tichý, czeski malarz, fotograf (ur. 1926)
- 2012:
  - Władimir Astapowski, rosyjski piłkarz (ur. 1946)
  - Józef Drożdż, polski instruktor harcerski, harcmistrz, członek ruchu oporu, więzień obozów koncentracyjnych (ur. 1918)
  - Jerzy Woźniak, polski żołnierz, lekarz, więzień polityczny, urzędnik państwowy (ur. 1923)
- 2013:
  - Robert Byrne, amerykański szachista, dziennikarz (ur. 1928)
  - Annamária Szalai, węgierska dziennikarka, polityk (ur. 1961)
  - Izabella Teleżyńska, polska aktorka (ur. 1928)
- 2014 – Leonard Siemiątkowski, polski polityk, prezes NBP (ur. 1917)
- 2015:
  - Patrice Dominguez, francuski tenisista (ur. 1950)
  - Jan Kulczyński, polski reżyser teatralny, pedagog (ur. 1931)
  - André Mba Obame, gaboński polityk (ur. 1957)
  - Feliks Netz, polski poeta, prozaik, dramaturg radiowy, krytyk literacki i filmowy, publicysta (ur. 1939)
- 2016:
  - Anne Jackson, amerykańska aktorka (ur. 1925)
  - Carl-Heinz Kliemann, niemiecki malarz, grafik (ur. 1924)
  - André Mayamba, kongijski duchowny katolicki, biskup Popokabaka (ur. 1931)
  - Janusz Mond, polski aktor (ur. 1951)
  - Arnold Wesker, brytyjski dramatopisarz (ur. 1932)
- 2017:
  - Stanisław Możejko, polski wydawca, samorządowiec, prezydent Świnoujścia (ur. 1954)
  - Charles Q. Murphy, amerykański aktor, komik (ur. 1959)
- 2018:
  - Zoran Krasić, serbski prawnik, polityk, minister handlu (ur. 1956)
  - Sergio Pitol, meksykański pisarz, dyplomata (ur. 1933)
  - Jacek Tittenbrun, polski socjolog (ur. 1952)
  - Tomasz Wojnar, polski gitarzysta, wokalista, autor tekstów, członek zespołu Defekt Muzgó (ur. 1965)
- 2019:
  - Ivor Broadis, angielski piłkarz, trener (ur. 1922)
  - Georgia Engel, amerykańska aktorka (ur. 1948)
  - Ronald Herzog, amerykański duchowny katolicki, biskup Alexandrii (ur. 1942)
  - Marek Milczarczyk, polski aktor (ur. 1960)
  - Tommy Smith, angielski piłkarz (ur. 1945)
  - Stanisław Szudrowicz, polski lekkoatleta, skoczek w dal i sprinter (ur. 1947)
- 2020:
  - Camillo Ballin, włoski duchowny katolicki, wikariusz apostolski Arabii Północnej (ur. 1944)
  - Glenn Beckert, amerykański baseballista (ur. 1940)
  - Peter Bonetti, angielski piłkarz, bramkarz (ur. 1941)
  - Chung Won-shik, południowokoreański pisarz, nauczyciel, wojskowy, polityk, premier Korei Południowej (ur. 1928)
  - Jacques De Decker, belgijski prozaik, dramaturg, krytyk literacki (ur. 1945)
  - Louis van Dijk, holenderski pianista jazzowy (ur. 1941)
  - Keiji Fujiwara, japoński seiyū (ur. 1964)
  - Stirling Moss, brytyjski kierowca wyścigowy (ur. 1929)
  - Tadeusz Sabara, polski aktor (ur. 1925)
- 2021:
  - Colin Baker, walijski piłkarz (ur. 1934)
  - Blanka Danilewicz, polska dziennikarka, reporterka telewizyjna (ur. 1937)
  - Shirley Williams, brytyjska polityk, minister edukacji i nauki (ur. 1930)
- 2022:
  - Gilbert Gottfried, amerykański aktor, komik (ur. 1955)
  - Jorgos Katiforis, grecki prawnik, ekonomista, polityk, eurodeputowany (ur. 1935)
  - Jacek Szymkiewicz, polski muzyk, autor tekstów, członek zespołów: Babu Król i Pogodno (ur. 1974)
- 2023:
  - Janusz Cyrklaff, polski lekkoatleta, chodziarz, trener (ur. 1944)
  - Jacques Gaillot, francuski duchowny katolicki, biskup Évreux (ur. 1935)
  - Senan Louis O’Donnell, irlandzki duchowny katolicki, biskup Maiduguri (ur. 1927)
  - Piotr Wesołowski, polski dziennikarz (ur. 1963)
- 2024:
  - Roberto Cavalli, włoski projektant mody (ur. 1940)
  - Eleanor Coppola, amerykańska scenarzystka, operatorka i producentka filmowa (ur. 1936)
- 2025:
  - Roy Thomas Baker, brytyjski producent muzyczny (ur. 1946)
  - Jean Breuer, niemiecki kolarz torowy (ur. 1951)
  - Christian Chukwu, nigeryjski piłkarz, trener (ur. 1951)
  - Abubaker Kaki Khamis, sudański lekkoatleta, średniodystansowiec (ur. 1989)
  - Jan Andrzej Kłoczowski, polski duchowny katolicki, dominikanin, teolog, profesor filozofii, publicysta (ur. 1937)
  - Anna Mieszczanek, polska publicystka, redaktorka (ur. 1954)
  - Tadeusz Strumff, polski pisarz, reporter, publicysta (ur. 1933)